# Châtillon Rugby XIII
Maillots
Châtillon Rugby XIII est une équipe française de Rugby à XIII basée à Châtillon dans le département des Hauts-de-Seine dans la région Île-de-France. En 2023, le club joue en Division Fédérale, mais a participé par le passé aux championnats de niveau national, de 1ère division (A et B), Elite 1 et Elite 2. Un titre remporté en Elite en ce qui concerne les Séniors. Club formateur de plusieurs internationaux et de joueurs d'Elite.

## L'histoire
Châtillon Rugby XIII a été fondé en 1971 par Ernest Roig, catalan exilé en région parisienne. À partir des années 80, le club a joué la plupart du temps en 1ère Division (groupe A et B) appelée aujourd'hui Elite 1 et Elite 2, qui est un championnat national. Au cours de  la saison 1984-1985, le club remporte la finale D1B (Elite2) et bat Pia XIII sur le score de 18-12.
À cette époque, plus précisément pendant la saison 1983-1984, le club avait dans ses rangs, une star du rugby à XIII mondial, le joueur australien Greg Mackey (en).
Dans les années 80, le club a été dirigé sportivement par l’australien Tas Baitieri, ancien pilier de Canterbury-Bankstown Bulldogs, Balmain Tigers, Paris-Châtillon XIII, Saint-Gaudens et responsable du développement au sein de la Rugby League International Federation. Cette période avec le club de Châtillon eut d’ailleurs une influence sur lui, dans sa conviction de la nécessité de développer le rugby à XIII au niveau mondial. Sa collaboration à Châtillon avec le président Daniel Calas correspond à une période faste et de développement du club de la capitale.
En 1993, le club envisageait de rejoindre un championnat en Angleterre, se sentant isolé dans le nord de la Loire, loin des terres traditionnelles treizistes.
En 2002, le club manqua de remporter le championnat Elite 2 en perdant la finale face à Lyon XIII (22-28), et accéda au Championnat Elite 1 pour la saison 2002/03.
Puis 2003-2006: Elite 2.
Depuis 2006: Championnat Fédéral Sénior.
En 2023, le club remporte le Challenge Fédéral en battant Belvèze-Razès sur le score de 50-4.
Fin 2023, après quelques discussions avec la Fédération, le club décide finallement de reprendre le championnat et il dispute la poule Nord de Nationale 3- Nationale 4.

## Joueurs Emblématiques
- Tas Baitieri
- Ronel Zenon
- Yannick Mantese
- Jean-Philippe Pougeau
- Andrew Farrar
- Ben Cross
- Maxime Herold
- John Maguire

## Activités annexes du club
Le club organise également des tournois de Touch rugby.

## Stade
Les équipes jouent et s'entraînent au stade municipal de Châtillon situé aux 35 avenue Clément Perrière.